# Bartosz Wielgomas
Bartosz Stanisław Wielgomas – polski farmaceuta, dr hab. nauk farmaceutycznych, adiunkt Katedry i Zakładu Toksykologii i prodziekan Wydziału Farmaceutycznego Gdańskiego Uniwersytetu Medycznego.

## Życiorys
W 2001 ukończył studia farmacji w Akademii Medycznej w Gdańsku, 10 października 2006 obronił pracę doktorską Badania interakcji chloropiryfosu i cypermetryny na szczurach, 16 września 2014 habilitował się na podstawie pracy zatytułowanej Monitoring biologiczny w ocenie bieżącego i retrospektywnego narażenia ludzi na insektycydy. Został zatrudniony na stanowisku adiunkta i kierownika w Katedrze i Zakładzie Toksykologii, a także prodziekana na Wydziale Farmaceutycznym Gdańskiego Uniwersytetu Medycznego.
Jest członkiem Rady Dyscyplin Naukowej - Nauk Farmaceutycznych Gdańskiego Uniwersytetu Medycznego.